# Everyone's Got One
Everyone's Got One è l'album di debutto della rock band inglese Echobelly. Con una risposta favorevole dalla critica, l'album raggiunse il numero 8 nella classifica degli album del Regno Unito nel settembre 1994.
Nel 2017, Pitchfork ha inserito Everyone's Got One al numero 48 nella loro lista dei 50 migliori album di Britpop.

## Tracce
1. Today Tomorrow Sometime Never – 3:39
2. Father, Ruler, King, Computer – 2:40
3. Give Her a Gun – 3:37
4. I Can't Imagine the World Without Me – 3:00
5. Bellyache – 4:29
6. Taste of You – 3:30
7. Insomniac – 4:15
8. Call Me Names – 3:49
9. Close... But – 2:50
10. Cold Feet Warm Heart – 3:28
11. Scream – 5:52